# Jackpot (Drama)
Jackpot ist ein Drama von Réjane Desvignes aus dem Jahr 2011. Die Uraufführung fand am 26. Januar 2012  in den Wiener Kammerspielen statt. Die deutsche Fassung stammt von Igor Bauersima. Die Spieldauer ist 1 Stunde und 30 Minuten.

## Personen
- Natalie, Fernsehmoderatorin
- Ella, Sekretärin
- Vivi, Experimentalphysikerin
- Ines, Mutter

## Handlung
Vier Freundinnen treffen sich einmal pro Woche nachmittags im Stadtpark. Während ihre Kinder spielen, erfinden sie sich eine Welt jenseits der mütterlichen Isolation. Allein der Pfeil in Richtung Eisbude, wo der attraktive Verkäufer Jack erreichbare Fantasien anbietet, deutet darauf hin, dass nicht alle Hoffnung vergebens ist. 
An einem Nachmittag bringt ein Tropfen das Fass zum Überlaufen. Vivi, eine junge, bildhübsche Biologin mit strahlender Zukunft, überlässt ihren im Kinderwagen schlafenden Sohn der Obhut ihrer drei Freundinnen. Sie muss kurz zum Zahnarzt. Während ihrer Abwesenheit nutzt eine der Freundinnen die Gelegenheit und durchsucht den Kinderwagen. Dabei findet sie einen Liebesbeweis, der nur von Jack stammen kann.  Als Vivi zurückkommt, ist die Welt eindeutig nicht mehr, was sie gerade noch war.